# 犀照 (電影)
《犀照》是一部2006年上映的香港電影，是有線集團屬下驕陽電影有限公司的第一部作品。犀照是一部恐怖片，由林健龍執導，馮德倫、鍾欣桐、張茜、黃浩然、羅莽及吳天瑜主演。2006年2月16日在香港上映。

## 劇情大綱
故事發生在1930年代，闊少劉誠（馮德倫飾）帶著幾名鄉間兄弟到省城開辦藥店“仙草堂”。正當生意上了軌道，突然一場大火把藥店化成灰燼，眾兄弟一個個被大火奪去性命。而放火的真兇卻是劉誠最信任的助手彭四（黃浩然飾）。彭四為了謀奪劉誠祖業，去誣陷劉誠殺人放火，使劉誠頓成兇手。
劉誠在獄中遇上年輕女律師藍小芊（鍾欣桐飾），小芊竭力為劉誠洗脫罪名，四處尋找有利人證未果，恍惚間遇到一紅衣女子蘇絲（吳天瑜飾），表示可以證明劉誠不是兇手，但終審之日卻苦等不到此女出庭，故劉誠最終被判死刑。行刑前，劊子手大喝一聲：“一走之後莫回頭。”繩索竟然斷開，劉誠於是脫逃，與小芊回到家鄉，但祖屋已荒廢，劉妻小惠（張茜飾）終日坐著、不會動彈，而女兒劉靈芝（裘立爾飾）行為詭異，整天點著犀牛角蠟燭行動。一日，一男子來劉宅找劉誠，靈芝不肯告知劉誠下落，男子留下一地址，交代靈芝轉達劉誠。小芊以為警察上門追緝劉誠，便決定返回省城尋找有利證據，為劉誠翻案。
劉誠送小芊到碼頭上船回省城，正巧遇上返回家鄉的彭四，劉誠於是一路跟蹤，竟發現彭四告訴鄉人是劉誠放火燒死一同去省城打拼的同伴，劉誠怒火中燒，衝上前去欲教訓彭四，卻連揮數拳都穿過彭四身體，這才明白自己已經死亡。當晚劉誠依照字條找到日前找他的男人，竟是處斬他的劊子手，也才知道原來當時劊子手第一刀先將他的魂魄拍離身體，讓他能夠脫離束縛、回到家鄉。此時小芊回到仙草堂遺址，被水缸裡的紅衣女子（蘇絲）拉進水缸，小芊極力掙扎後驚醒，才知道原來當日退庭後，她失足跌落路上坑洞，就一直昏迷，但因為家人確實在仙草堂水缸裡發現蘇絲遺體，使她確信昏迷期間所經歷事物為真實。
劉誠從劊子手口中得知自己在陽間徘徊的日子無多，便教女兒靈芝煎藥給小惠服用，不料竟因此得知原來其妻在他死前數日便已自殺身亡，女兒也在他返家當天便知道他已不在人世，才會點燃犀牛角蠟燭以便見到亡故的父母。這時，彭四也潛入劉宅抓住靈芝逼問房契下落，彭四得手後，正要殺害靈芝之時，小芊及時趕到救走靈芝，而彭四則失手將自己幹掉。
最後劉誠將靈芝託付給小芊之後，放棄轉世為人的機會，決心前往惡鬼道找尋小惠。

## 演員表
- 馮德倫 飾 劉誠（粵語配音：陳欣）
- 鐘欣桐 飾 藍小芊
- 張　茜 飾 閔惠
- 黃浩然 飾 彭四
- 張致恆 飾 方力
- 裘立爾 飾 劉靈芝
- 吳天瑜 飾 蘇絲 （粵語配音：羅嘉玲）
- 黃一飛 飾 芊父
- 羅　莽 飾 秦步 （粵語配音：楊捷康）

## 外部連結
- Yahoo奇摩電影上《犀照》的資料（繁體中文）
- 開眼電影網上《犀照》的資料（繁體中文）
- 香港影庫上《犀照》的資料（繁體中文）
- 时光网上《犀照》的資料（简体中文）
- 豆瓣电影上《犀照》的資料 （简体中文）
- 爛番茄上《犀照》的資料（英文）
- AllMovie上《犀照》的资料（英文）
- 互联网电影数据库（IMDb）上《犀照》的资料（英文）